# Небесний вогонь
Небесний вогонь (англ. Heaven's Fire) — бойовик 1999 року.

## Сюжет
Поліцейський Дін Макконнелл зі своїм сином відправляються в банк на екскурсію. Тим часом у банку відбувається пограбування. Ватажком банди Квентін теж поліцейський, співробітник Діна. Екскурсанти стають заручниками в руках злочинців, але пожежа, що випадково виникла в будівлі банку, ставить всіх у рівне становище.

## У ролях
| Актор             | Роль                         |
| ----------------- | ---------------------------- |
| Ерік Робертс      | Дін Макконнелл               |
| Юрген Прохнов     | Квентін Дарбі                |
| Венус Терцо       | Мішель                       |
| Кай-Ерік Еріксен  | Джеремі Макконнелл           |
| Калі Тіммінс      | Фіона Делл                   |
| Ліза Марі Керук   | Еймі Делл                    |
| Шейла Мур         | місіс Лордс                  |
| Дон Маккей        | містер Лордс                 |
| Крейг Вероні      | Хуан Торрес                  |
| Альф Хамфріз      | Ед Колбі                     |
| Джон Макларен     | Аль Вілкс                    |
| Стівен Мендел     | агент Волтер Фейн            |
| Девід Фредерікс   | Білл Бекман                  |
| Інгрід Торранс    | Террел Філліпс               |
| Аарон Перл        | Том                          |
| Колін Лоуренс     | Боббі                        |
| Стів Бачич        | Руді                         |
| Майкл Роджерс     | Дейв                         |
| Ден Шей           | Джо                          |
| Гевін Бур         | пожежник                     |
| Джон Семпсон      | кімната спостереження        |
| Джейсон Гріффіт   | кімната спостереження - Тоні |
| Кімберлі Шеппард  | фельдшер                     |
| Джаррод Талгеймер | пілот                        |
| Ребекка Річерт    | охоронець                    |
| Річард Лікок      | снайпер                      |
| Анжеліка Лібера   | Даніель                      |